# Manhasset
Manhasset ist ein Ort im Nassau County auf Long Island im US-Bundesstaat New York. Der Bevölkerungszählung aus dem Jahr 2010 zufolge hat der Ort 8080 Bewohner auf einer Fläche von 6,3 km². Der Ort diente als Schauplatz für den Roman Tender Bar von J. R. Moehringer.

## Söhne und Töchter der Stadt
- Robert Benjamin (1909–1979), Rechtsanwalt und Manager der Filmwirtschaft
- James Cantor (* 1966), Sexualwissenschaftler und Psychologe
- Billy Crudup (* 1968), Filmschauspieler
- David Eigenberg (* 1964), Schauspieler
- Breanne Flynn (* 1995), Squashspielerin
- Luke Greenfield (* 1972), Regisseur
- Stephen Gregory (* 1965), Filmschauspieler
- Scotti Hill (* 1964), Gitarrist und Songwriter
- Mitch Horowitz (* 1965), Autor und Verleger
- Sarah Hughes (* 1985), Eiskunstläuferin und Olympiasiegerin
- Neil Immerman (* 1953), Wissenschaftler im Bereich der theoretischen Informatik
- Christopher Keith Irvine (* 1970), Profi-Wrestler (Pseudonym: Chris Jericho) und Sänger
- Lindsey Kraft (* 1983), Schauspielerin, Sängerin, Pianistin, Songwriterin und Model
- Christopher Lambert (* 1957), französisch-amerikanischer Schauspieler
- Maxim Lando (* 2002), Pianist
- Patrick McEnroe (* 1966), Tennisspieler
- Denis O’Leary (1863–1943), Jurist und Politiker
- Grant Rosenmeyer (* 1991), Schauspieler
- Anne Simon (* 1956), Biologin, Wissenschaftlerin und Hochschullehrerin
- Lisa Sokolov (* 1954), Sängerin und Musiktherapeutin